# Vércse Miklós
Vércse Miklós (Lidértejed, 1932. november 26. – Pozsony, 2021. augusztus 5.) tanító, műfordító, helytörténész.

## Élete
Vércse János és Süke Ilona fia.
1951-től esti iskolán a Pozsonyi Pedagógiai Gimnázium, majd 1954-ig a Pozsonyi Pedagógiai Főiskolán tanult. 1951–1956 között Nyékvárkonyban és Párkányban tanított, majd 1956–1958 között Párkányban volt tisztviselő. 1958–1964 között Ipolyszalkán, 1964-től Párkányban volt tanító. 1992-től nyugdíjas.
1949-től a Csemadok, 1990-től a Szlovákiai Magyar Pedagógus Szövetség, 1992-től a Szlovákiai Magyar Írók Társaságának, illetve a Magyar Írószövetség tagja. 1966-tól a CSKP tagja, de 1970-ben törölték.
Írásai és fordításai jelentek meg a A Hét, Átkelő, Irodalmi Szemle, Kalligram, Szabad Földműves, Új Szó, Kis Építő, Tábortűz, Új Ifjúság lapokban. Főként ismeretterjesztő-, gyermekkönyveket, és szlovák népmeséket fordított magyar nyelvre.

## Elismerései
- 1993 Pro Urbe, Párkány

## Művei
- 1975 Adalékok a párkányi Simon-Júda-napi vásárok történetéhez. Irodalmi Szemle 1975/3.
- 1996 A Simon Júda vásár története
- 1999 A Mária Valéria híd története, a híd krónikája. Dunaszerdahely (tsz.)
- 2003 A párkányi csata. 1683-2003
- 2005 Párkány képeslapjai – Štúrovo na pohľadniciach
- 2019 Pató Pál úr nyomában